# Tiếng Fon

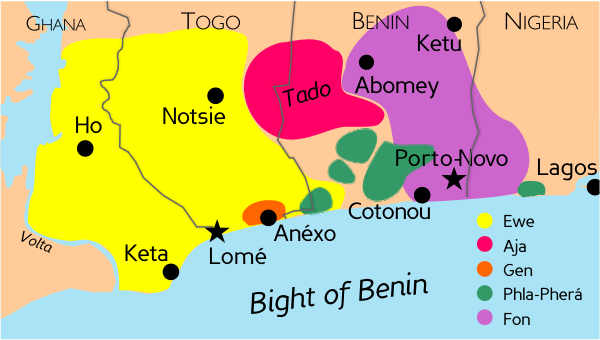
Nhóm ngôn ngữ Gbe

Tiếng Fon (tên bản địa Fon gbè, phát âm [fɔ̃̄ɡ͡bè]) là một phần của nhóm ngôn ngữ Gbe, thuộc về nhánh Volta–Niger của ngữ hệ Niger–Congo. Tiếng Fon được nói chủ yếu ở Benin bởi chừng 1,7 triệu người Fon. Nhưng các ngôn ngữ Gbe khác, tiếng Fon là ngôn ngữ phân tích với cấu trúc câu cơ bản SVO.

## Phương ngữ
Capo (1988) xem Maxi và Gun là một phần của cụm phương ngữ tiếng Fon. Tuy vậy, ông, không như Ethnologue, không xếp Alada hay Toli (Tɔli) như một phần của phương ngữ Gun, mà xem chúng như những ngôn ngữ Phla–Pherá.

## Âm vị

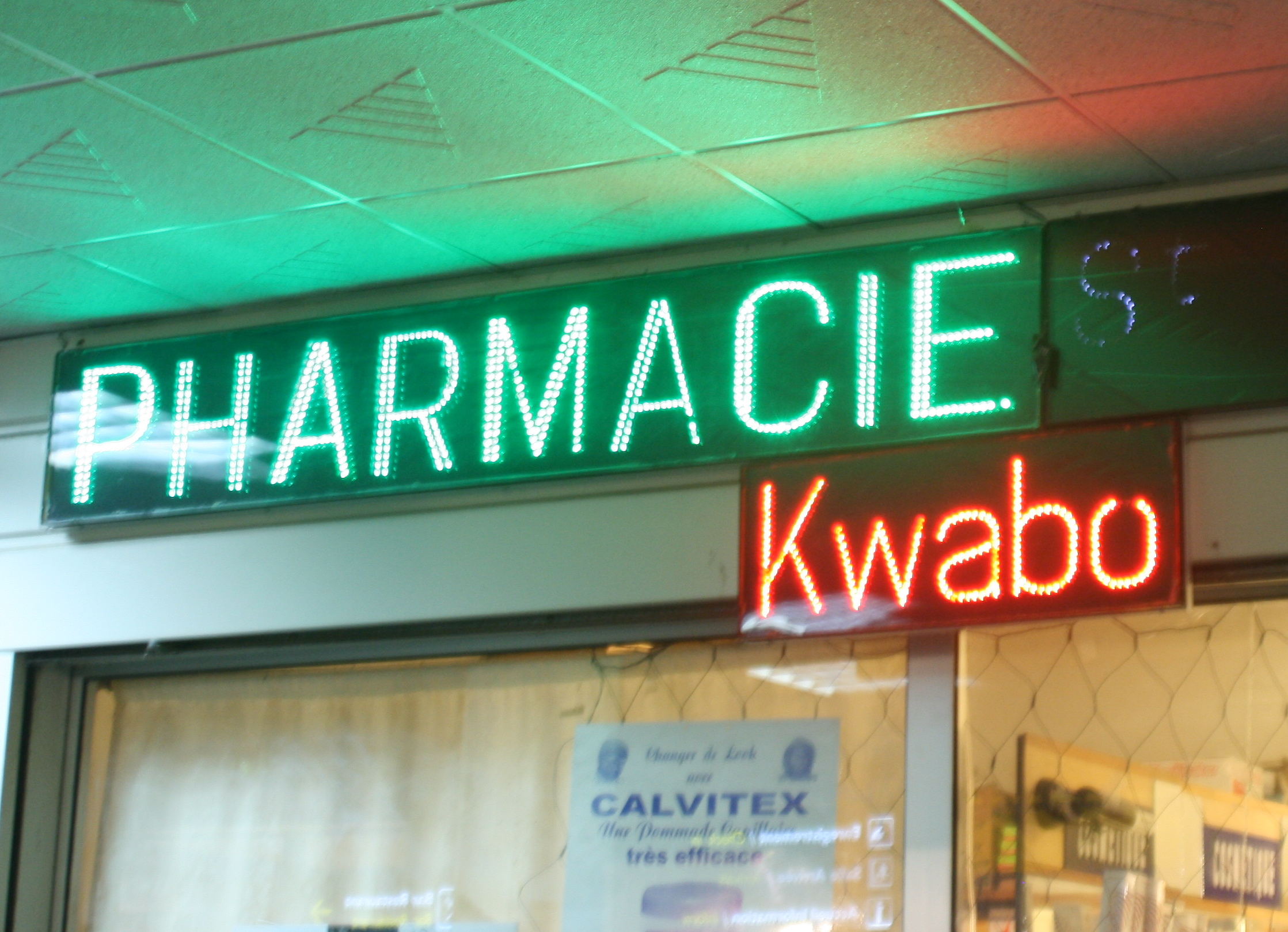
"Chào mừng" (Kwabɔ) bằng tiếng Fon trên biển hiệu một quầy thuốc tại sân bay Cotonou ở Cotonou, Benin

Tiếng Fon có bảy âm vị nguyên âm miệng và bảy âm vị nguyên âm mũi.
|          | Miệng | Miệng | Mũi | Mũi |
| Trước    | Sau   | Trước | Sau |     |
| -------- | ----- | ----- | --- | --- |
| Đóng     | i     | u     | ĩ   | ũ   |
| Nửa đóng | e     | o     |     |     |
| Nửa mở   | ɛ     | ɔ     | ɛ̃   | ɔ̃   |
| Mở       | a     | a     | ã   | ã   |

|              | Môi   | Môi   | Răng  | Răng  | Vòm   | Vòm   | Ngạc mềm | Ngạc mềm | Môi -ngạc mềm | Môi -ngạc mềm |
| ------------ | ----- | ----- | ----- | ----- | ----- | ----- | -------- | -------- | ------------- | ------------- |
| "Mũi"        | m ~ b | m ~ b | n ~ ɖ | n ~ ɖ |       |       |          |          |               |               |
| Tắc/ Tắc xát | (p)   |       | t     | d     | tʃ    | dʒ    | k        | ɡ        | kp            | ɡb            |
| Xát          | f     | v     | s     | z     |       |       | x        | ɣ        | xʷ            | ɣʷ            |
| Tiếp cận     |       |       | l ~ ɾ | l ~ ɾ | ɲ ~ j | ɲ ~ j |          |          | w             | w             |

Thanh điệu
Tiếng Fon có hai thanh điệu, cao và thấp.

## Chữ viết
| Chữ hoa    | A | B | C  | D | Ɖ | E | Ɛ | F | G | GB | I | J  | K | KP | L | M | N | NY | O | Ɔ | P | R | S | T | U | V | W | X | Y | Z |
| Chữ thường | a | b | c  | d | ɖ | e | ɛ | f | g | gb | i | j  | k | kp | l | m | n | ny | o | ɔ | p | r | s | t | u | v | w | x | y | z |
| Âm thanh   | a | b | tʃ | d | ɖ | e | ɛ | f | ɡ | ɡb | i | dʒ | k | kp | l | m | n | ɲ  | o | ɔ | p | ɣ | s | t | u | v | w | x | j | z |

X được sử dụng cho /x/ trong vài trường hợp, h trong trường hợp khác. Thanh điệu thường không được viết, trừ khi cần thiết..
Văn bản mẫu
Từ Tuyên ngôn Quốc tế Nhân quyền
GBETA GBƐ Ɔ BI TƆN EE ƉƆ XÓ DÓ ACƐ E GBƐTƆ ƉÓ KPODO SISI E ƉO NA ƉÓ N'I LƐ KPO WU E WEXWLE
Ee nyi ɖɔ hɛnnu ɖokpo mɛ ɔ, mɛ ɖokpoɖokpo ka do susu tɔn, bɔ acɛ ɖokpo ɔ wɛ mɛbi ɖo bo e ma sixu kan fɛn kpon é ɖi mɛɖesusi jijɛ, hwɛjijɔzinzan, kpodo fifa ni tiin nu wɛkɛ ɔ bi e ɔ,...